# Дациншань (уезд)
Дациншань (кит. упр. 大箐山, пиньинь Dàqìngshān) — уезд городского округа Ичунь провинции Хэйлунцзян (КНР).

## История
В первой половине XX века эти земли находились под юрисдикцией уезда Танъюань. В 1939 году здесь возникла деревня Дайлинцунь (带岭村). В 1952 году был образован уезд Ичунь, а в 1953 году был образован посёлок Дайлин (带岭镇) в его составе. В июле 1957 года уезд Ичунь был преобразован в городской округ, а в ноябре того же года посёлок Дайлин стал районом Дайлин (带岭区) в его составе.
В 2019 году в ходе реорганизации административно-территориального деления Ичуня район Дайлин был расформирован, а на его землях и землях посёлка Лансян городского уезда Тели был создан уезд Дациншань.
1. ↑  国务院第七次全国人口普查领导小组办公室 中国人口普查分县资料—2020 (кит.) — 北京市: 中国统计出版社, 2022. — 983 с. — ISBN 978-7-5037-9772-9